# Glischrochilus quadrisignatus
Glischrochilus quadrisignatus är en skalbaggsart som först beskrevs av Thomas Say 1835.  Glischrochilus quadrisignatus ingår i släktet Glischrochilus, och familjen glansbaggar. Arten är reproducerande i Sverige.

## Bildgalleri

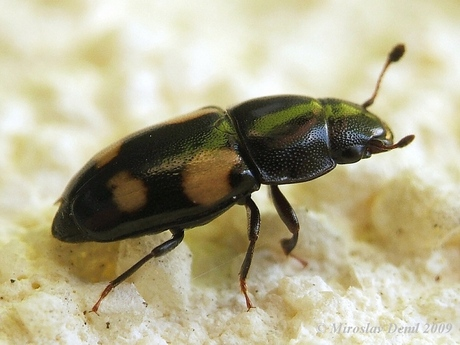
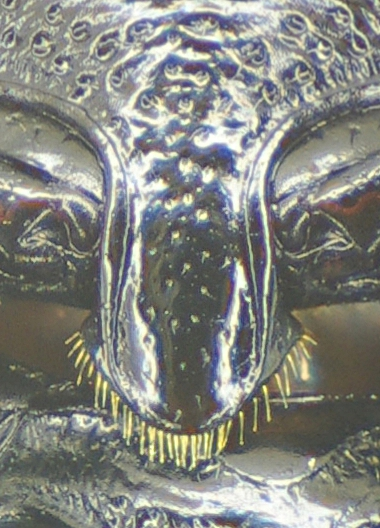
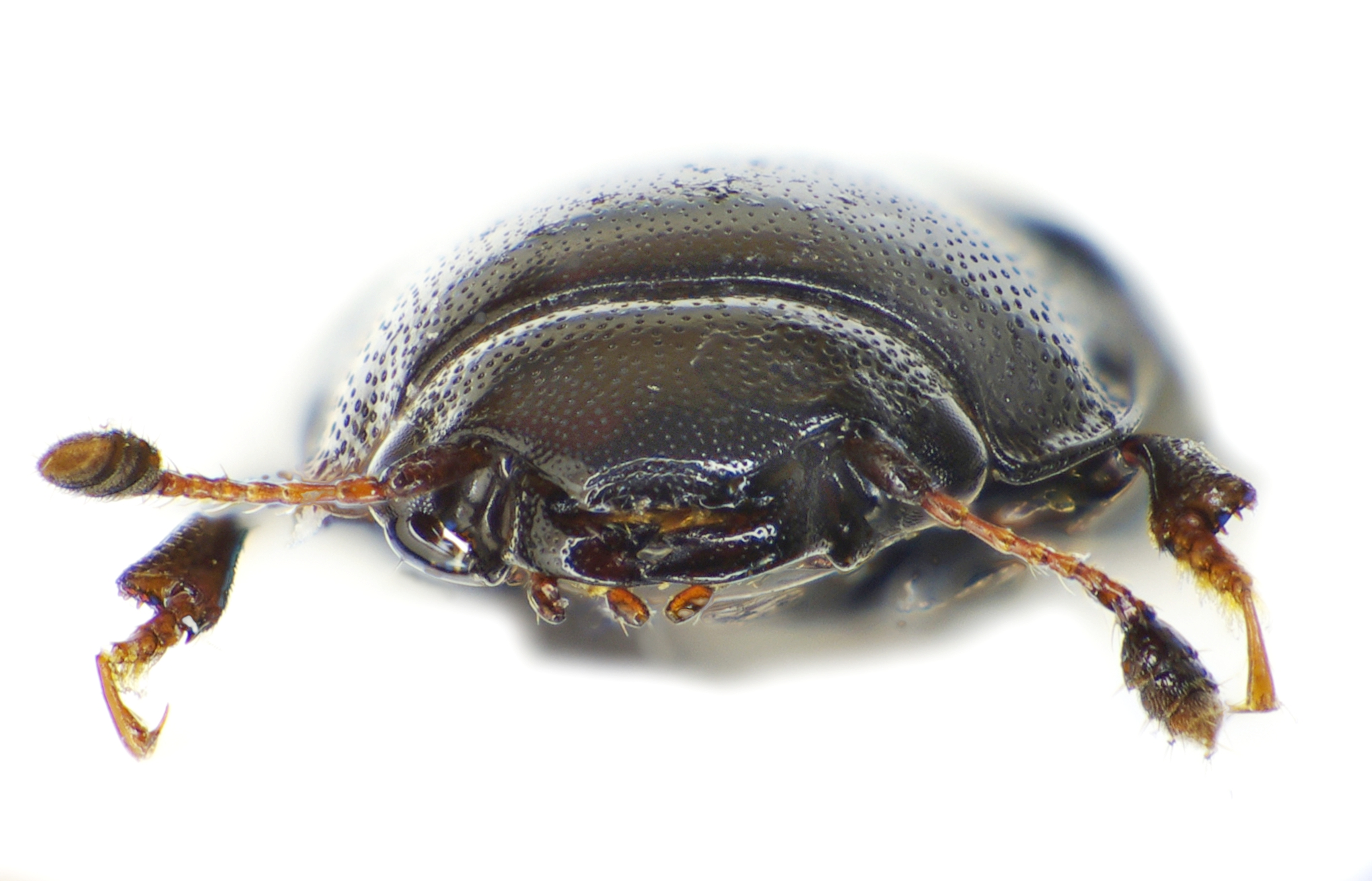
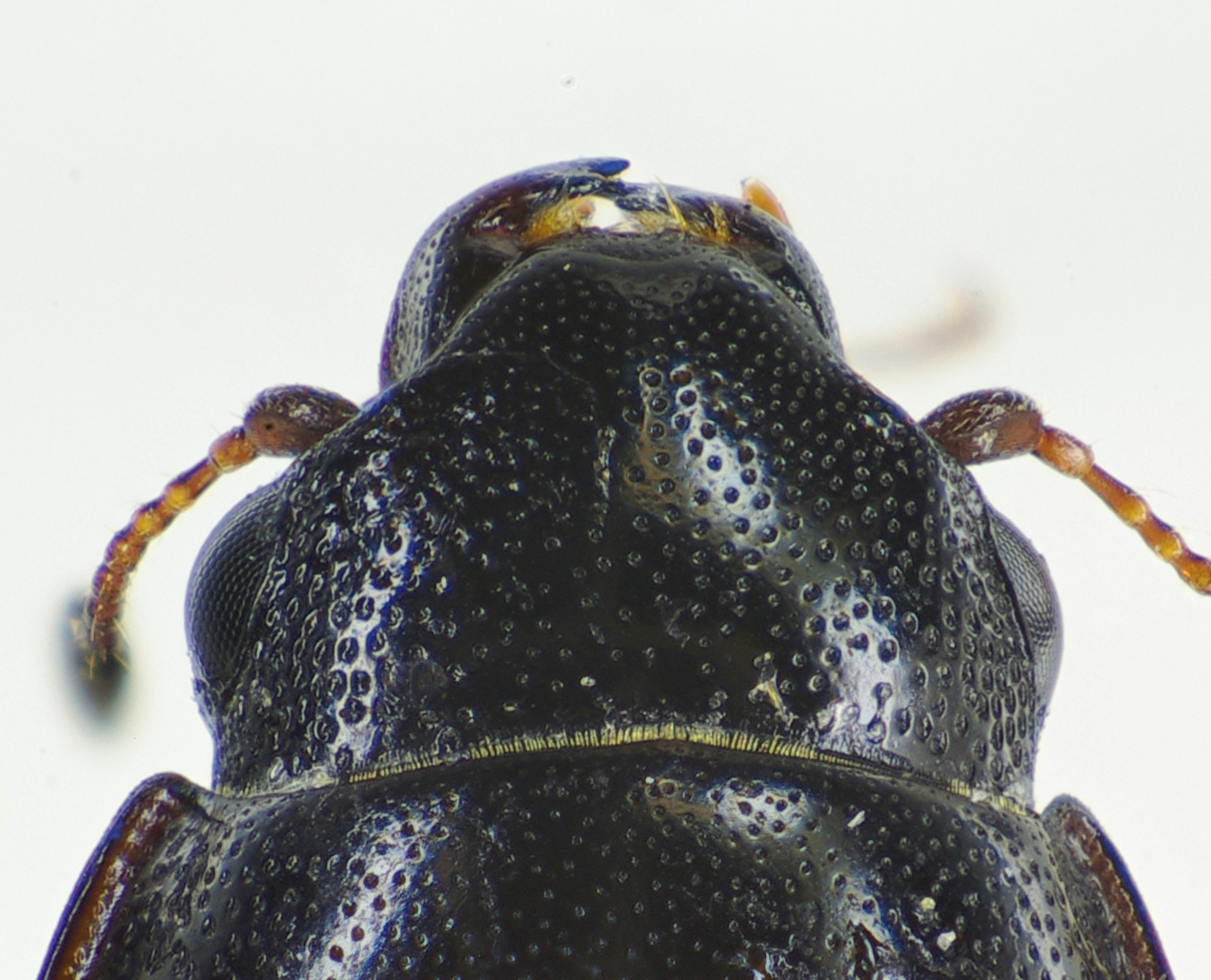
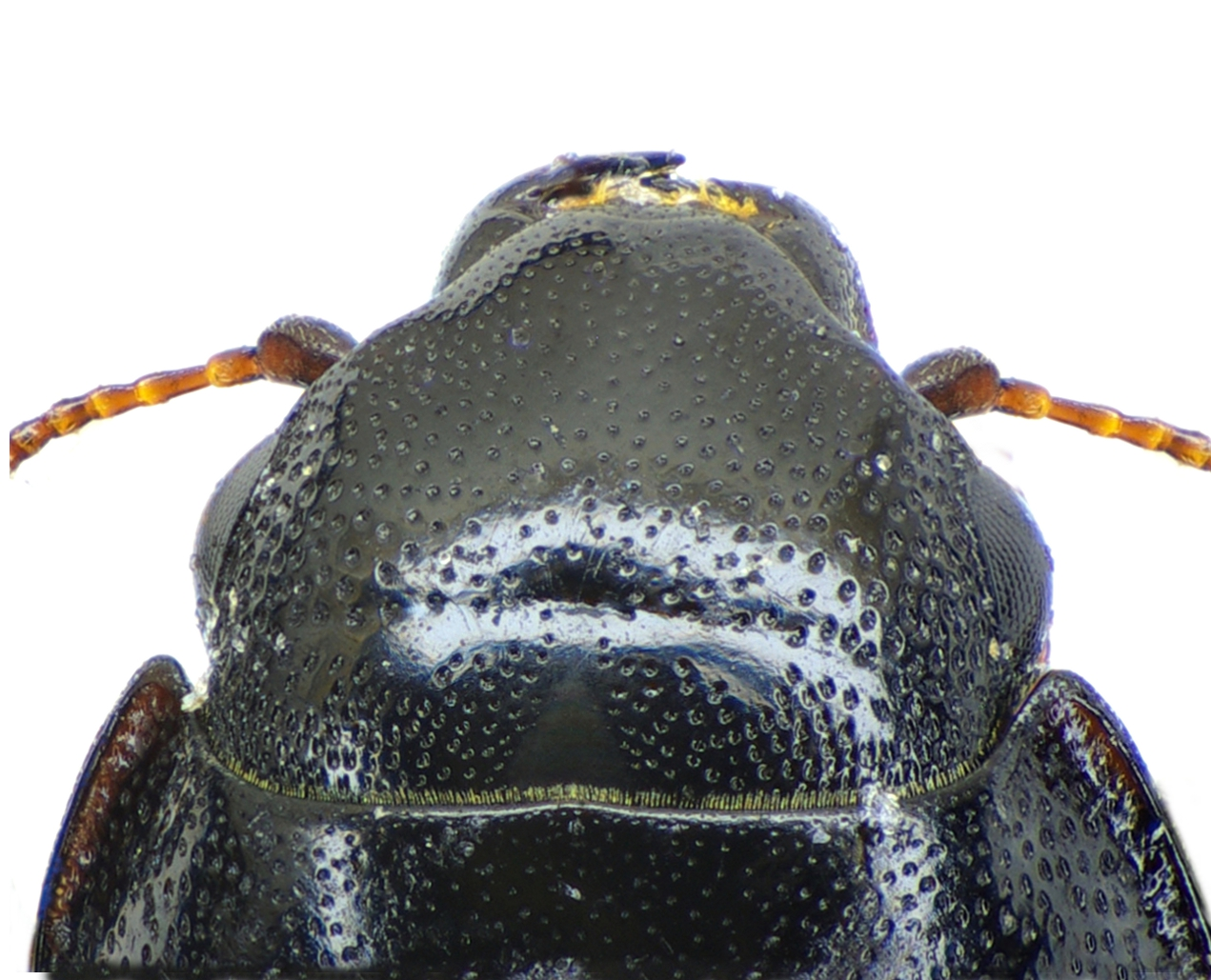
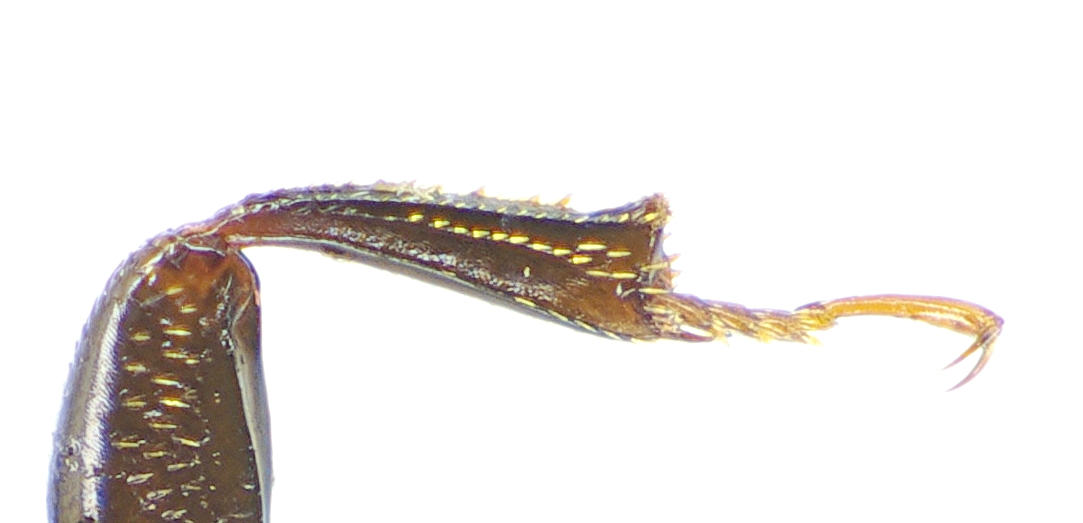